# Liste der Träger des Großen Verdienstordens des Landes Südtirol
Diese Liste führt die Träger des Großen Verdienstordens des Landes Südtirol auf. Die Auszeichnung wurde im März 2008 gestiftet und wird immer am 5. September, dem Jahrestag des Pariser Vertrags, verliehen.
→ siehe auch: Liste der Träger des Verdienstordens des Landes Südtirol

## 2008
- Claudio Abbado, Dirigent
- Giulio Andreotti, italienischer Ministerpräsident a. D.
- Gerd Bacher, Generalintendant des ORF a. D.
- Paolo Costa, Präsident der Verkehrskommission im EU-Parlament
- Otto Habsburg, Präsident der Paneuropa-Union
- Friedrich Hoppe, Unternehmer
- Josef Krainer, Landeshauptmann der Steiermark a. D.
- Alois Mock, österreichischer Außenminister a. D.
- Fred Sinowatz, österreichischer Bundeskanzler (postum)
- Ludwig Steiner, Botschafter a. D.
- Hans-Jochen Vogel, deutscher Justizminister a. D.
- Reinhold Würth, Unternehmer

## 2010
- Herbert Batliner, Liechtensteiner Mäzen
- Henri Chenot, französischer Koch
- Franz Fischler, EU-Kommissar für Landwirtschaft, Entwicklung des ländlichen Raumes und Fischerei a. D.
- Thomas Gruber, Intendant des Bayerischen Rundfunks
- Hilde Hawlicek, österreichische Bundesministerin für Unterricht a. D.
- Franz Matscher, ehem. Leiter des Südtirol-Referates im Österreichischen Außenministerium
- Giorgio Moroder, Komponist und Produzent
- Alois Partl, Landeshauptmann des Bundeslandes Tirol a. D.
- Romano Prodi, italienischer Ministerpräsident a. D., Präsident der Europäischen Kommission a. D.
- Josef Pühringer, Landeshauptmann von Oberösterreich
- Ivan Felice Resce, italienischer General
- Hans Heinrich von Srbik, Vorsitzender der Messerschmitt-Stiftung

## 2012
- Heinz Fischer, österreichischer Bundespräsident
- Giorgio Napolitano, italienischer Staatspräsident

## 2013
- Gianclaudio Bressa, ehemaliger Bürgermeister von Belluno, Staatssekretär und Kammerabgeordneter
- Lorenzo Dellai, Landeshauptmann des Trentino, Kammerabgeordneter
- Manfred Fuchs, Raumfahrtunternehmer
- Michael Häupl, Bürgermeister der Stadt und Landeshauptmann des Landes Wien
- Peter Jankowitsch, ehemaliger Diplomat, Staatssekretär für Europafragen und österreichischer Außenminister
- Waltraud Klasnic, Landeshauptmann a. D. der Steiermark
- Erwin Pröll, Landeshauptmann von Niederösterreich
- Claudia Schmied, österreichische Bundesministerin für Unterricht, Kunst und Kultur
- Wolfgang Schüssel, ehemaliger Bundeskanzler der Republik Österreich und Abgeordneter zum Nationalrat
- Edmund Stoiber, ehemaliger Ministerpräsident des Freistaates Bayern
- Bernhard Vogel. ehemaliger Ministerpräsident
- Wendelin Weingartner, Landeshauptmann des Bundeslandes Tirol

## 2018
- Hans Heinrich Hansen, Vorsitzender (2007–2016) der Föderalistischen Union Europäischer Volksgruppen
- Francesca Melandri, italienische Autorin
- Helmut Tichy, österreichischer Diplomat